# Râul Lonea
Râul Lonea sau Râul Luna este un curs de apă, afluent al râului Someșul Mic. 

## Hărți
- Harta județului Cluj